# Tadenje
Tadenje (en serbe cyrillique : Тадење) est un village de Serbie situé sur le territoire de la ville de Kraljevo, district de Raška. Au recensement de 2011, il comptait 58 habitants.

## Monuments et sites
- Église Saint-Nicolas de Tadenje, du début du XVIIe siècle, inscrite comme monument culturel protégé de Serbie ;
- Église Sainte-Catherine de Tadenje, du XVIIe siècle, inscrite comme monument culturel protégé de Serbie.

## Démographie
| 1948 | 1953 | 1961 | 1971 | 1981 | 1991 | 2002 | 2011 |
| ---- | ---- | ---- | ---- | ---- | ---- | ---- | ---- |
| 728  | 738  | 762  | 674  | 133  | 112  | 81   | 58   |

|  |